# Shirley Casley
Titre
Princesse consort de Hutt River
21 avril 1970 – 7 juillet 2013
(43 ans, 2 mois et 16 jours)
Shirley Casley, née Shirley Joy, le 19 juillet 1928 à Fremantle et morte le 7 juillet 2013 à Nain (Hutt River), est l'épouse de Leonard Casley, premier prince souverain de la principauté de Hutt River, en Australie, depuis la proclamation de l'indépendance. De 1971 jusqu'à son décès, elle possède le titre de « princesse consort » et se fait connaître sous le nom de Princesse Shirley. Elle meurt en 2013 à l'âge de 84 ans et est inhumée dans l'Église de la principauté. 

## Famille
Shirley épouse le 19 avril 1947, à Fremantle, sa ville natale, Leonard George Casley (futur prince Leonard). Le couple a sept enfants :
- Prince Ian (né en 1947),
- Princesse Kay (née en 1949),
- Prince Wayne (né en 1950),
- Princesse Diane (née en 1951),
- Prince Richard (né en 1953),
- Prince Graeme (né en 1957), futur Graeme Ier,
- Princesse Sherryl (née en 1958).

## Principauté de Hutt River
Hutt River est initialement une exploitation agricole de 75 km2 en Australie-Occidentale, située à 525 km au nord de Perth et à 40 km au nord-ouest de Northampton. 
L'indépendance de la « province de Hutt River » est proclamée par un conseil des résidents de l'exploitation le 21 avril 1970,, En 1971, le conseil nomme Leonard Casley « prince de la province de Hutt River » pour s'appuyer sur une loi royale énonçant que toute atteinte au droit d’un prince à exercer ses prérogatives dans sa principauté est un acte de trahison. Il prend alors le nom de « Leonard Ier ». Son épouse devient alors la « Princesse Shirley ». 
Après avoir, pendant de nombreuses années, assumé son rôle, la princesse s'est éteinte en juillet 2013 à l'âge de 84 ans. Ses obsèques sont organisées dans l'Église royale de Hutt River et un mémorial est érigé en sa mémoire. Son époux, le prince Leonard, meurt quelques années plus-tard en 2019.

## Titres et honneurs

### Titres
- 1971–2013 : Son Altesse Royale Shirley, princesse consort de Hutt River

### Distinctions et honneurs
- Dame de la Rose de Sharon
- Présidente du conseil d'administration et fondatrice de la Croix-Rouge de Hutt